# Ален (Канзас)
Ален (енгл. Allen) град је у америчкој савезној држави Канзас.

## Демографија
По попису из 2010. године број становника је 177, што је 34 (-16,1%) становника мање него 2000. године.
| Група             | 2000.       | 2010.       |
| Белци             | 205 (97,2%) | 169 (95,5%) |
| Афроамериканци    | 1 (0,5%)    | 0 (0,0%)    |
| Азијати           | 0 (0,0%)    | 0 (0,0%)    |
| Хиспаноамериканци | 2 (0,9%)    | 7 (4,0%)    |
| Укупно            | 211         | 177         |